# 아이큐 (음악 그룹)
아이큐(IQ)는 영국 네오 프로그레시브 록 밴드로 마이크 홈즈와 마틴 오포드가 81년 결성했다. 원래 이름은 렌즈였다.

## 개요

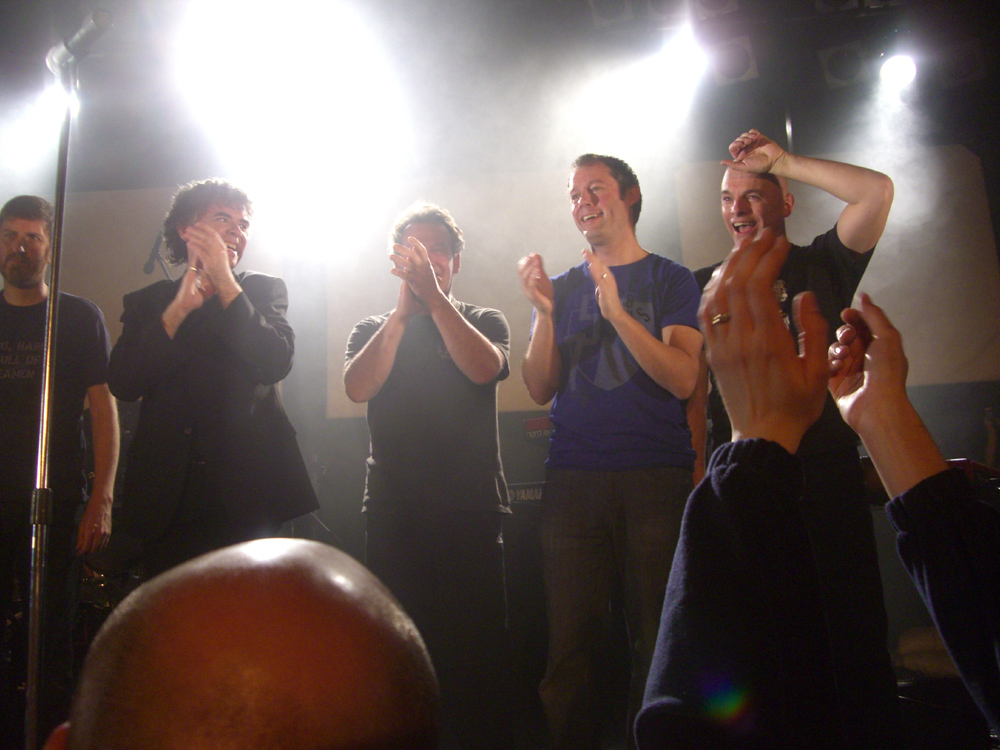
왼쪽부터 홈즈, 니콜스, 쿡, 웨스트워스, 조윗., 2010년 클래식 록 소사이어티 어워즈 나잇

밴드의 스타일은 피터 가브리엘 시절의 제네시스 (밴드) 를 연상시키는데 보컬 피터 니콜스의 스타일이 피터 가브리엘이나 마릴리온의 피쉬와 유사하고 마틴 오포드의 건반이 사운드 전체를 지배하기 때문이다. 마이크 홈즈의 기타가 차지하는 비중이 꽤 있어서 밴드의 사운드가 날카롭고 상당히 육중하다. 니콜스가 잠시 빠졌을 때 상업적인 변화를 시도했지만 잘 되지 않았고 니콜스가 93년에 돌아와 발매한 Ever부터 더욱 복잡하고 프로그레시브한 연주로 나아갔다.

## 발매 앨범

### 정규 앨범
- 1집 : Tales From The Lush Attic (1983)
- 2집 : The Wake (1985)
  - 피터 니콜스의 탈퇴
- 3집 : Nomzamo (1987)
- 4집 : Are You Sitting Comfortably? (1989)
  - 피터 니콜스의 재가입
- 5집 : Ever (1993)
- 6집 : Subterrana (1997)
- 7집 : The Seventh House (2000)
- 8집 : Dark Matter (2004)
- 9집 : Frequency (2009)
- The Road of Bones (2014)

### 라이브 앨범
- Nine In A Pond Is Here (1985)
- Living Proof (1986)
- Headlong (1991)
- Forever Live (1996)
- Seven Stories Into 98 (1998)
- Subterrana Tour Live Germany (1999)
- Head Long To Argentina (1999)
- La Maroquinerie, Paris 18 Nov. 2000 (2000)
- Subterrana : The Concert (2000)

### 비디오 (DVD/Blueray/VHS)
- Subterrana - The Concert (2002)
- IQ20 - The Twentieth Anniversary Show (2004)
- Live From London (2005)
- Stage (2006)
- Forever Live (2007)

### 박스셋/컴필레이션
- J'al Polette d'Arnu (1991)
- Forever Live (1996)
- The Lush Attic - A Collection Of Rarities 1983-1999 (1999)
- The Archive Collection - IQ20 (2003)

### 싱글/EP/팬클럽/프로모
- The Legendary IQ Free Records (1984)
- Here There And Everywhere (1987)
- Passing Strangers (1987)
- Sold On You (EP) (1989)
- The Darkest Hour (Promo-EP) (1993)
- Frequency Tour (2008)